# Sharis Cid
María del Rosario Cid Pérez, conocida artísticamente como Sharis Cid (Chihuahua, México, 5 de septiembre de 1972), es una actriz mexicana que ha participado en diversos programas de televisión de este país.

## Biografía
Estudió actuación en el Centro de Educación Artística de Televisa. 
Su primera participación en la televisión fue en la telenovela Salud, dinero y amor. También ha actuado en las telenovelas: Preciosa, Tres mujeres, Infierno en el paraíso, DKDA Sueños de juventud, La intrusa, Bajo la misma piel, Rebelde, La fea más bella, Yo amo a Juan Querendón, Amor sin maquillaje, Querida enemiga y Verano de amor. 
En 2002 participa en teatro con la puesta en escena "Mundo real" al lado de actores como Ulises de la Torre y en el debut como actriz de Denisse Padilla, además de haber participado en la ópera rock Drácula.

## Trayectoria

### Televisión
- Corona de lágrimas (2022) .... Diana
- Una familia de diez (2019) .... Doctora
- Silvia Pinal, frente a ti (2019) .... Libertad Lamarque
- Tres Milagros (2018) .... Yatania Cruz
- La hija pródiga (2017-2018) ....  Olinka García Rivas de Mansilla
- Vuelve temprano (2016) .... Chelsea Mia
- La tempestad (2013) .... Porfiria Ibarra
- Ni contigo ni sin ti (2011)  .... Salma Rábago De Chamorro
- Teresa (2010).... Doña Refugio
- Zacatillo, un lugar en tu corazón (2010) .... Ailina Torres
- Verano de amor (2009) .... Adelaida Moret Carrasco

- Querida enemiga (2008) ....  Amiyanti Ugarte Solano
- Amor sin maquillaje
- Yo amo a Juan Querendón (2007) .... Yolandita
- La fea más bella (2006) .... Paulina
- Amy, la niña de la mochila azul (2004) .... Angélica Hinojosa #1
- Bajo la misma piel (2003) ....  Patricia Frías

- Diseñador de ambos sexos. Capítulo 37: Relaciones peligrosas (2001) .... Roxana “Roxy”
- La intrusa (2001) .... Araceli Menchaca
- Mujer bonita (2001) .... Aurora Betancourt
- Laberintos de Pasión (2000).... Dionisia Enríquez
- Carita de Ángel (2000).... Vico Larios
- Tres mujeres (1999) .... Lorena
- Infierno en el paraíso (1999) .... Claudia
- Mujeres Engañadas (1999).... Cheli Castillo Ortega
- DKDA: Sueños de juventud (1999) .... Karla Rincón
- Preciosa (1998) .... Zamira
- Salud, dinero y amor (1997) .... Lidia Rivas Cacho
- Marimar (1994).... Padre Porres
- Chiquilladas (1989).... Maguito Rodi

### Realities
- Big Brother VIP3 (2004) Show .... Host

### Unitarios
- Esta historia me suena (2020) - Pilar (Capítulo : Como tu mujer)
- La rosa de Guadalupe - 3 episodios;
  - "Mi nombre es venganza" - Lucille
  - "La última y nos vamos" - Adriana
  - "Encontrar el camino" - Kelly